# Almuniente
Almuniente è un comune spagnolo di 587 abitanti situato nella comunità autonoma dell'Aragona.